# Minoru Honda
Minoru Honda (本田実?; 26 febbraio 1913 – 26 agosto 1990) è stato un astronomo giapponese.
Minoro Honda era un coltivatore e un astrofilo. Honda ha scoperto dodici comete tra il 1940 e il 1968, tra di esse degna di menzione la cometa periodica 45P/Honda-Mrkos-Pajdušáková. È conosciuto anche per la scoperta di dodici novae.
Quando l'inquinamento luminoso afflisse l'osservatorio di Seijin-Sanso, vicino alla città di Kurashiki, la moglie di Honda, Satoru Honda, spese l'indennità di pensionamento per comprare un nuovo sito in montagna.
Una delle frasi più famose di Minoru Honda è quella che disse al più giovane Kaoru Ikeya, prima che questi scoprisse la sua prima cometa:

## Scoperte
Scoperte in ordine cronologico.
| Tipo di oggetto | Denominazione                 | Data della scoperta | Coscopritori          | Fonti         |
| --------------- | ----------------------------- | ------------------- | --------------------- | ------------- |
| cometa          | C/1940 S1 Okabayasi-Honda     | 1º ottobre 1940     | Okabayashi            | [ 4 ]         |
| cometa          | C/1941 B1 Friend-Reese-Honda  | 17 gennaio 1941     | Friend - Reese        | [ 5 ]         |
| cometa          | C/1947 V1 Honda               | 13 novembre 1947    | -                     | [ 6 ]         |
| cometa          | C/1948 L1 Honda-Bernasconi    | 3 giugno 1948       | Bernasconi            | [ 7 ]         |
| cometa          | 45P/Honda-Mrkos-Pajdušáková   | 3 dicembre 1948     | Mrkos - Pajdušáková   | [ 8 ]         |
| cometa          | C/1953 G1 Mrkos-Honda         | 12 aprile 1953      | Mrkos                 | [ 9 ]         |
| cometa          | C/1955 O1 Honda               | 29 luglio 1955      | -                     | [ 10 ]        |
| cometa          | C/1962 H1 Honda               | 28 aprile 1962      | -                     | [ 9 ]         |
| cometa          | C/1964 L1 Tomita-Gerber-Honda | 6 giugno 1964       | Tomita - Gerber       | [ 11 ]        |
| cometa          | C/1968 H1 Tago-Honda-Yamamoto | 1º maggio 1968      | Tago, Tetsuo Yamamoto | [ 12 ]        |
| cometa          | C/1968 N1 Honda               | 6 luglio 1968       | -                     | [ 10 ]        |
| cometa          | C/1968 Q2 Honda               | 30 agosto 1968      | -                     | [ 13 ]        |
| nova            | FH Ser                        | 13 febbraio 1970    | -                     | [ 14 ]        |
| nova            | V1229 Aql                     | 14 aprile 1970      | -                     | [ 15 ]        |
| nova            | V1500 Cyg                     | 29 agosto 1975      | Osada et al.          | [ 16 ]        |
| nova            | LW Ser                        | 5 marzo 1978        | -                     | [ 17 ]        |
| nova            | V3876 Sgr                     | 7 aprile 1978       | -                     | [ 18 ]        |
| nova simbiotica | PU Vul                        | 5 aprile 1979       | Kuwano                | [ 19 ] [ 20 ] |
| nova            | V4065 Sgr                     | 28 ottobre 1980     | -                     | [ 21 ]        |
| Mira            | V1760 Cyg                     | 29 novembre 1980    | -                     | [ 22 ] [ 23 ] |
| nova            | V693 CrA                      | 2 aprile 1981       | -                     | [ 24 ]        |
| nova            | V1370 Aql                     | 27 gennaio 1982     | -                     | [ 25 ]        |
| nova            | V4077 Sgr                     | 4 ottobre 1982      | -                     | [ 26 ]        |
| nova            | V1378 Aql                     | 2 dicembre 1984     | -                     | [ 27 ]        |
| nova            | V827 Her                      | 25 gennaio 1987     | Sugano                | [ 28 ]        |

## Riconoscimenti
Gli asteroidi 3904 Honda  e 8485 Satoru sono stati così chiamati in onore di Honda e della moglie. Il nome della località sede dell'osservatorio è ricordato dall'asteroide 11442 Seijin-Sanso.
Nel 1948 gli è stata assegnata la 227° medaglia Donohoe , nel 1949 gli furono assegnate la 232° e la 240° medaglie Donohoe. Nel 1970 gli fu assegnata la Amateur Astronomers Medal della Amateur Astronomers Association of New York .
Gli è stata assegnata inoltre la Médaille du Centenaire della Société Astronomique de France .